# Taeniophyllum graptolitum
Taeniophyllum graptolitum là một loài thực vật có hoa trong họ Lan. Loài này được N.Hallé miêu tả khoa học đầu tiên năm 1977.